# Lake St. Croix Beach, Minnesota
Lake St. Croix Beach là một thành phố thuộc quận Washington, tiểu bang Minnesota, Hoa Kỳ. Năm 2010, dân số của thành phố này là 1051 người.

## Dân số
- Dân số năm 2000: 1140 người.
- Dân số năm 2010: 1051 người.